# Arhopala strophe
Arhopala strophe är en fjärilsart som beskrevs av Smith 1897. Arhopala strophe ingår i släktet Arhopala och familjen juvelvingar. Inga underarter finns listade i Catalogue of Life.